# Aryeh Gur'el
Aryeh Gur'el (en hebreo: אריה גוראל‎) (Varsovia, Polonia, 20 de noviembre de 1918 - 28 de octubre de 2007) fue un ingeniero y político israelí. Entre los años 1978 - 1993 fue alcalde de Haifa.

## Biografía
Nacido en Varsovia, hizo aliyá en 1935. Al llegar al Mandato Británico se unió a la Haganá. Tras la Guerra de Independencia de Israel en 1948, estudió ingeniería eléctrica y trabajó en el establecimiento de redes de telefonía. Entre 1959 a 1968 trabajó como técnico de radio en la zona de Haifa y el norte de Israel. A partir de 1968 se desempeñó como director general del Ministerio de Trabajo durante diez años.
En 1978 fue elegido alcalde de Haifa, y fue fundamental para el establecimiento del teleférico, así como el promenade en el barrio Bat Galim. Durante su mandato en el cargo se realizaron las estaciones de purificación de aire y el paseo peatonal de la calle Nordau y el Louis promenade en Merkaz HaCarmel. Su mandato como alcalde de Haifa es recordado por los numerosos promenades y el funicular.
Gur'el publicó una serie de artículos sobre el tema de la absorción de los rayos electromagnéticos por encima del horizonte.